# Beit Jinn
Beit Jinn (tiếng Ả Rập: بيت جن), còn được gọi là Bayt Jin, Beit Jann hoặc Beyt Jene, là một thị trấn ở miền nam Syria, một phần hành chính của Tỉnh bang Dimashq, nằm ở phía tây nam Damascus trên chân núi Hermon. Theo Cục Thống kê Trung ương Syria, Beit Jinn có dân số 2.846 người trong cuộc điều tra dân số năm 2004. Cư dân của nó chủ yếu là người Hồi giáo Sunni.
Thị trấn là trung tâm hành chính của Phân khu Beit Jinn, bao gồm chín thị trấn, với dân số kết hợp là 15.668 người. Phân khu có dân số Sunni và Druze hỗn hợp và Beit Jinn chứa một đền thờ tôn giáo Druze. Các địa phương lân cận bao gồm Arnah ở phía bắc, Darbal ở phía đông bắc, Mazraat Beit Jinn ở phía đông, Harfa ở phía đông nam và Hader ở phía tây nam. Con sông Nahr al-Awaj (cổ Pharpar) đi gần thị trấn.

## Lịch sử
Beit Jinn được nhà địa lý học Andalusian Ibn Jubayr đến thăm vào cuối thế kỷ 12, dưới thời cai trị của Ayyubid. Ông lưu ý rằng đó là "một ngôi làng nằm giữa Darayyah và Baniyas nằm giữa những ngọn đồi".
Vào tháng 12 năm 2017, theo Đài quan sát nhân quyền Syria, ngôi làng này là nguồn chiến đấu giữa Lực lượng vũ trang Ả Rập Syria và Ủy ban Giải phóng Levant do al-Qaeda tổ chức. Chính phủ Syria nắm quyền kiểm soát khu vực này sau khi phiến quân đầu hàng và được phép rời đi.